# Hypnelus ruficollis
Hypnelus ruficollis là một loài chim trong họ Bucconidae. Chúng là loài duy nhất của chi Hypnelus.

## Phân loài
- Hypnelus ruficollis coloratus Ridgway, 1914
- Hypnelus ruficollis decolor Todd & Carriker, 1922
- Hypnelus ruficollis ruficollis (Wagler, 1829)
- Hypnelus ruficollis stoicus Wetmore, 1939
- Hypnelus ruficollis striaticollis W.H. Phelps & W.H. Phelps Jr, 1958